# Mathieu l'Astucieux
Pour plus de détails, voir Fiche technique et Distribution.
Mathieu l'Astucieux ou Mathieu et l'oie (Lúdas Matyi) est un film d'animation hongrois réalisé par Attila Dargay en 1977, et adapté du poème Lúdas Matyi écrit en 1804 par Mihály Fazekas.

## Synopsis
Mathieu, un jeune paysan et son oie se retrouvent un jour sur les terres du seigneur Döbrögi. Les gardes de ce dernier considèrent immédiatement l'oie comme la proie du seigneur. À ce moment-là, Mathieu la laisse s'échapper pour qu'elle ne soit pas tuée par les gardes. L'impitoyable seigneur décide de punir pour cela le jeune homme en lui infligeant 25 coups de bâton. Mathieu jure alors qu'il lui rendra cela par trois fois.
Quelques années plus tard, Döbrögi est en plein chantier quant arrive dans le château un architecte italien estimant que le bois est trop léger pour la construction. Ils partent alors tous les deux en forêt couper des arbres lorsque tout à coup, l'architecte attache le seigneur à un arbre pour le battre puis enlève le déguisement sous lequel était en réalité caché Mathieu qui s'est donc vengé une première fois.
Döbrögi, blessé, se retrouve cloué au lit. On lui amène un médecin militaire allemand qui après l'avoir examiné déclare que le seigneur a besoin d'herbes médicinales en grande quantité. Toute la garde s'en va alors cueillir ces plantes et laisse les deux hommes seuls dans la chambre. Mathieu se débarrasse des habits de docteur et lui rend de nouveau la correction qu'il a subie auparavant.
Le seigneur devient alors très méfiant et poste ses gardes tout autour de son château pour le protéger. Un jour cependant, il entend qu'un marché se tient dans une de ses villes et décide de s'y rendre. Il demande au préalable à ses gardes de vérifier si aucun vendeur n'est déguisé. Mathieu n'a cette fois revêtu aucun costume et personne n'y prête donc attention. Le jeune homme demande à un berger de prendre son oie, monter à cheval et apparaître auprès de Döbrögi se faisant passer pour Mathieu à l'Oie. Le berger accepte volontiers et s'exécute. Le voyant, le seigneur lance tous ses gardes à sa poursuite en promettant une grosse somme à celui qui l'attrapera. C'est alors que surgit le vrai Mathieu qui se venge une troisième fois, aux yeux de tous.

## Fiche technique
- Titre : Mathieu l'Astucieux
- Titre original : Lúdas Matyi
- Réalisation : Attila Dargay
- Scénario : Attila Dargay, József Nepp et József Romhányi d'après l'œuvre de Mihály Fazekas
- Animation : László Ádám, Edit Baksa, Katalin Bánki, Magda Búza, Zsuzsa Cser, Gabriella Danyi, Attila Dargay, Zsuzsa Eötvös, Rita Fazekas, Emmi Foky, István Gelléri, Sándor Hirt, Béláné Hódy, Nóra Javorniczky, Iván Jenkovszky, Katalin Kelen, Ilona Kiss, Zsuzsa Kreitz, Olga Naszvetter, Éva Németh, Mária Németh, Erzsébet Nyírő, József Palkó, Róbert Pelles, Mária Reményi, Gabriella Révész, Mária Szabados, András Szemenyei, Csaba Szórády, Sarolta Tóth, József Udvarnoky, János Uzsák, Zsuzsa Zsáky, Mária Zsilli
- Création : Marcell Jankovics
- Décors : Márta Csík, Béla Magyarkúti, József Nepp, Gabriella Szálas
- Photographie : Irén Henrik, László Cselle, Frigyes Janotyik
- Montage : Magda Hap
- Son : Péter Bársony, Béla Zsebelényi
- Musique : Tamás Daróci Bárdos d'après Franz Liszt
- Directeur de musique : Zsolt Pethő
- Studio d'animation : Pannónia Filmstúdió
- Directeur de production : Emőke Marsovszky
- Distribution : Mokép
- Pays :  Hongrie
- Format : Couleur – 4:3
- Langue : hongrois
- Genre : comédie
- Durée : 70 minutes
- Dates de sortie : 
  - Hongrie : 7 avril 1977
  - France : 2 janvier 1994 (cinéma)
  - Angleterre : 31 décembre 1978 (télévision)

## Distribution

### Voix originales
- Péter Geszti : Mathieu (jeune)
- András Kern : Mathieu (adulte)
- László Csákányi : le seigneur Dániel Döbrögi
- Gábor Agárdy : le préfet (Ispán en hongrois)
- Antal Farkas : garde principal
- László Csurka : garde
- Gellért Raksányi : garde
- Sándor Suka : le chargeur de boulet / le constructeur de cheminée
- Hilda Gobbi : Biri néne, la sorcière
- László Inke : le maréchal-ferrant
- Ferenc Zenthe : le vieux cavalier / son frère
- Károly Mécs : le narrateur
- Kamill Feleki : le vieillard
- Pál Bajka : le dresseur d'ours
- János Garics : le jeune cavalier

### Voix françaises
- Chris Bénard : Mathieu
- Albert Augier : Döbrögi / Mathieu déguisé en architecte et en docteur
- Jacques Marin : le préfet
- Jacques Dynam : garde principal
- Guy Pierauld : garde / chargeur de boulet
- Thierry Bourdon : garde / le jeune cavalier
- William Sabatier : narrateur / le cavalier / garde